# 2018 au Liban
Chronologie du Liban
- 2014
- 2015
- 2016
- 2017
- 2018
- 2019
- 2020
- 2021
- 2022

Cet article présente les faits marquants de l'année 2018 au Liban ou concernant ce pays.

## Évènements
- 6 mai : élections législatives libanaises de 2018 afin de renouveler les 128 membres de la Chambre des députés pour un mandat de quatre ans.

## Cinéma
- Capharnaüm, film dramatique libanais écrit par Nadine Labaki, Jihad Hojaily et Michelle Keserwany avec la participation de Khaled Mouzanar et Georges Khabbaz. Ce film réalisé par Nadine Labaki et produit par Khaled Mouzanar est sorti en 2018. Le film est en sélection officielle au Festival de Cannes 2018. Trois fois primé, il reçoit le prix du jury[1], le prix du jury œcuménique et le prix de la citoyenneté. Capharnaüm est ensuite sélectionné pour représenter le Liban à l'Oscar du meilleur film en langue étrangère.
- Taste of Cement, film documentaire de Ziad Khaltoum sorti en janvier 2018.
- Yara, long métrage de fiction tourné au Liban, écrit, réalisé et produit par Abbas Fahdel en 2018.

## Sport
- Championnat du Liban de football 2017-2018 : c'est Al Ahed Beyrouth qui remporte le championnat cette saison après avoir terminé en tête du classement final. Il s'agit du sixième titre de champion du Liban de l'histoire du club.
- Le Liban participe aux Jeux olympiques d'hiver de 2018 à Pyeongchang en Corée du Sud du 9 au 25 février 2018. Il s'agit de sa dix-septième participation à des Jeux d'hiver.
- Le Liban participe aux Jeux méditerranéens de 2018 à Tarragone en Espagne.